# Lespéron
Lespéron település Franciaországban, Ardèche megyében. Lakosainak száma 321 fő (2022. január 1.). Lespéron Cellier-du-Luc, Lavillatte, Saint-Alban-en-Montagne, Pradelles, Saint-Paul-de-Tartas, Langogne és Luc községekkel határos.

## Népesség
A település népességének változása:
| Lakosok száma | 302  | 251  | 239  | 310  | 316  | 318  | 320  | 318  | 314  | 321  |
|               | 1968 | 1982 | 1990 | 2006 | 2013 | 2015 | 2017 | 2019 | 2020 | 2022 |